# 垂直速度表
垂直速度表（英語：variometer）也称上升和下降率指示器（rate of climb and descent indicator，缩写RCDI）、爬升率指示器（rate-of-climb indicator）、垂直速度指示器（vertical speed indicator，VSI）或垂直速率指示器（vertical velocity indicator，VVI），是向飞行员告知航空器的上升或下降率的一种飛行儀表。取决于航空器所属的国家和款型，仪表刻度可能使用英尺/分钟、節（1节约等于100英尺/分钟）或米每秒（1米/秒约等于200英尺/分钟）。